# 前田美波
前田 美波（まえだ みなみ、2001年12月15日 - ）は、日本のAV女優。元アイドル歌手。リスタープロ所属。

## 略歴
静岡県出身。
小学校高学年から中学生にかけて、前田敦子や大島優子に憧れ、曲の振り付けを見よう見まねで踊っていた。高校卒業後の19歳の時に、友達から誘われてアイドルグループに所属し活動を始めた（グループ名は非公表）。
身長が166センチと高いこともあり、アイドル活動では後ろに下がることが多く、一番前に立つ感覚を得たかったこと、もともと深田えいみをはじめとするAV女優の活動をSNSを中心に追っていたこともあり「センターを取れないならAVだ」とグループを辞めた以後はAV女優を目指す。
2022年10月に『新人NO.1STYLE 前田美波AVデビュー』でデビュー。
2023年6月より企画単体女優となった。
2025年2月8日、9日には台湾で開催された「TOP女神台北感謝祭」に招かれ参加。
2025年2月17日週FANZA動画フロアランキングにて出演した『保育士さんを初真正中出し撮影 子宮に本物ザーメン9発 みなみ（彼氏持ち）』（なまなま）が初登場6位となる。

## 人物
趣味はサウナ。美容法は汗をかくこと。休日は家でゴロゴロ。
運動音痴を自称するが、小中高とテニス部だった。ただしアイドル時代はダンスが苦手としており、アイドル活動断念の理由としても挙げている。
KING∞RAGEのメンバー・りおてんとはアイドル時代の友人で、2023年9月開催の「近代麻雀水着祭」で久々の再開を果たした。
AVデビュー以前はAVそのものをしっかり見たことはなかったが、AV女優転身後は研究材料として見るようになった。
初体験は高校2年生の時で、相手は当時付き合っていた彼氏。この彼とは性格の不一致と彼の浮気が原因で短期間で別れ、その頃からティーンズラブを読むようになる。また大人のオモチャの存在も知り、オナニーをするようになった。

## 作品
◎はBD版発売作品。

### アダルトDVD / BD
- 新人 NO.1STYLE 前田美波AVデビュー（10月11日、S1 NO.1 STYLE）◎
- 現役アイドルが人生で初めて知った快感! 初・体・験で初イキ3本番160分スペシャル（11月8日、S1 NO.1 STYLE）

- 交わる体液、濃密セックス 完全ノーカットスペシャル（1月10日、S1 NO.1 STYLE）◎
- 義父が盛った強力媚薬の快楽で連れ子が大量漏らし潮… 脳イキとピストンイキを交互に繰り返す性感大確変キメセク（3月14日、S1 NO.1 STYLE）
- 激イキ167回! 痙攣4203回! イキ潮2018cc! 現役純真アイドル エロス覚醒 はじめての大・痙・攣スペシャル（4月11日、S1 NO.1 STYLE）
- 地方都市の地下で活躍してた幼馴染が… 精子大好き小悪魔な上京アイドルになってネバスペキスで焦らしてくる件 前田美波（6月27日、ABC/妄想族）
- 解禁 はじめての真正中出し 現役アイドルがナマの快感でどスケベになった日 前田美波（7月18日、本中）
- リーズナブルなアフターえっち＋スケスケまくりのクンニ好き Minami 前田美波（7月18日、バビロン/妄想族）
- 真面目な看護学生のみなさん! 実習では学べない異常絶倫チ●ポを1発10万円で連続搾精チャレンジ! 手淫・喉じゃくり・性行為の献身的性処理テクで45分以内に何発ヌケるか!?（7月18日、はじめ企画）
- 今からこの可愛い女の子と飲みに行って来ます Maedachan（8月15日、MERCURY）
- 輪姦狂室 黒パンスト女教師を徹底的に犯す種付けカリキュラム 前田美波（8月15日、MOODYZ）
- エロ中毒！異常性欲美人妻に誘惑されて脳とチ○ポがイキ壊れるまでハメまくった 前田美波（8月22日、グローリークエスト）
- 顔で抜く!! 顔面ドアップ相互オナニー（8月22日、SEX Agent/妄想族）
- ホロ酔いスレンダーコスプレセックス みなみ（8月27日、MERCURY）
- 変態あん摩師による新人マッサージ師わいせつ指導 ～初接客で緊張する背後から指入れセクハラ・潮吹き・なし崩し姦～（9月7日、ナチュラルハイ）
- 恥辱、凌辱、とびっこ装着・繁華街デート! 7 前田美波（9月12日、セレブの友）
- 知らない世界を見てみたい SEXに興味はあるけど旦那に悪くて上京する勇気がない若妻の地元で初めての精飲 初めての中出し（9月21日、コスモス映像）
- 素人バラエティ真夏のビキニ素人娘限定! ナママンで挑戦するテカヌルオイル素股チャレンジ! 素人男を‘小陰唇ズリ’で10分以内に射精させたら賞金10万円! ヌルべちゃの粘膜接触でナマチンマンが擦れ合い興奮した見知らぬ男女は中出しSEXまで5秒前!?（9月21日、サディスティックヴィレッジ）
- マジックミラー号 ハードボイルド街歩く女子○生がおま○こ丸出し拘束されたまま何度もイカされ絶頂潮吹き! 人生初の快感に火照りが止まらない素人娘はデカチンを見せつけられると連続生中出しも拒めない! 5人全員中出し! 5（9月21日、サディスティックヴィレッジ）
- J○2人組W指マン痴漢 3  友達の近くで愛液が滴るほど感じてしまう汁垂らし娘たち（9月21日、ナチュラルハイ）
- 感じすぎていっぱいおもらしごめんなさい… 42 前田美波（9月26日、セレブの友）
- 推薦欲しいなら俺のチ〇ポしゃぶれ。 セクハラパワハラ上等。身勝手な教師の性処理道具に堕ちた生徒。 前田美波（10月3日、アタッカーズ）
- 円女交際中出しoK18歳 受験勉強のストレスで中出ししちゃうヤケクソドM娘 前田美波（10月10日、パコパコ団とゆかいな仲間たち/妄想族）
- 「キミのガマン顔ずーーーっと見ててあげる。」小悪魔女子の見つめあい射精管理ビデオ 前田美波（10月10日、BALTAN）
- 若女将 恥辱の中出し肉体接待 中年男たちの言いなり肉奴隷にされた三日間 前田美波（10月10日、マドンナ）
- 入院生活が長すぎて無防備な新人ナースのぱつぱつスケパン尻で毎日勃起してしまう僕 5（10月12日、LEO）
- 座ったままの男を一切動かさないS字尻振り騎乗位で骨抜きにする美尻キャビンアテンダント VOL.2（10月12日、DANDY）
- 温泉輪姦旅行 醜悪おやじ達の汗だく絶倫ピストンで犯され続け絶頂を植え付けられた町内会の娘 前田美波（10月17日、無垢）
- 初レズ解禁! 最狂ド淫乱モンスター「望月あやか」がレズ経験ゼロの「前田美波」とレズビアンSEX!!（10月24日、セレブの友）
- 顔で抜く! 超接写ディルドフェラチオ（10月24日、SEX Agent/妄想族）
- 濡れ透け着衣オイルマッサージ（10月24日、SEX Agent/妄想族）
- 海で見つけた水着お嬢さん ローターを仕込んでち〇ぽトンネルを指1本触れずにゴール出来たら賞金100万円ゲームに挑戦! ～ただし失敗したら即ハメSEX罰ゲーム!!～（10月26日、SODクリエイト）
- 天使のように優しい美人ナースさん! 「早漏に悩む童貞君の暴発改善のお手伝いしてくれませんか?」 男性器慣れしているようで意外とウブな看護師さんが早漏すぎる童貞君にムラムラ膣キュンしちゃって生中出し筆おろしSPECIAL!（10月27日、赤面女子）
- 何コレ?! こんなの初めてっ!! 媚薬がたっぷりしみ込んだ布が、第2の皮膚となって全身を覆う常識破りの快感エステ!! 4（11月9日、LEO）
- 出会って05秒で合体 気持ち良すぎて足腰ガクブルおもらし即絶頂！間髪入れずに即中出し!! 「責任とってくださいね…?（怒）」リベンジ逆レ●プする素人女子大生4名（11月10日、赤面女子）
- SUPER FISHEYE FETISHISM 迫力興奮蜜写 美脚OLスレンダー肉感BODY 前田美波（11月14日、AVS collector’s）
- 経済学部に通う女子大生は週4でパパ活するSP娘 みなみ (21)（11月27日、First Star）
- 見た目も仕草もボーイッシュで男みたいな女友達がまさかの巨乳だったので、めちゃくちゃ中出しセックスしまくった。 前田美波（12月5日、BeFree）
- 美脚キャビンアテンダントだけを狙う大手航空会社専門 追撃ピストンマッサージ 6（12月5日、変態紳士倶楽部）
- 親戚のエロガキにスカートもぐりクンニされ夫がいる至近距離でイってしまった叔母さんは挿入も拒めない7 中出しSP（12月7日、ナチュラルハイ）
- 教育実習生相部屋レズビアン ホテル暮らしの私は恩師の娘さんに迫られ快楽に勝てず朝までレズSEXに溺れ続けた 末広純 前田美波（12月12日、ビビアン）
- アナウンサー志望の名門校女子大生限定! 「女子アナはどんな状況下でも原稿を読めるはず!?」 固定バイブ淫語ニュース超過激リポート 4 イタズラ妨害に屈せず原稿読み終えたら100万円! 途中で断念したら即ハメ中出し罰ゲーム!（12月19日、はじめ企画）
- 「常に性交」ビキニマッサージ11 ヒップ90cm超えのデカ尻セラピスト4名によるムッチリ密着ヒーリング編（12月21日、SODクリエイト）
- 保育士さんを初真正中出し撮影 子宮に本物ザーメン9発 みなみ (彼氏持ち)（12月21日、なまなま）

- 通り魔レイプ 拉致監禁されたOL。記録映像流出。 前田美波（1月2日、アタッカーズ）
- Hileg Bitch Fetishism ガニ股ハイレグビッチ 前田美波（1月9日、AVS collector’s）
- 対面痴漢で何度もイカされ糸が引くほど舌を絡ませるベロキス発情娘 2（1月11日、ナチュラルハイ）
- 通学中の田舎J〇に強制ビッグバンローター! 何度絶頂しても止まらない激震波動にガニ股痙攣失禁! 失禁汁アクメバスは今日も通常運行してるけど?（1月25日、サディスティックヴィレッジ）
- 羞恥! 彼氏連れ素人娘をマシンバイブでこっそり攻めまくれ! 24  素人 VS マシンバイブ 激安居酒屋にマジックミラー特設スタジオを設置 ハッピーメリーマシンバイブ! クリも子宮もまとめて絶頂させる激ピス波動エグち!（1月25日、サディスティックヴィレッジ）
- 恥じらいたっぷり素人女子大生カップルが挑戦! なりきりダッチワイフカップルゲーム! 彼氏が見ている目の前でイケメンAV男優に耳元で甘い吐息を吹きかけられ、見つめられながら全身まさぐられ、激ピストンされても彼女が動かなければ賞金30万!（1月26日、赤面女子）
- 羞恥! ある日突然男女社員混合強制OL健康診断2023 8時間半スペシャル（2月8日、サディスティックヴィレッジ）
- 素人バラエティ 合宿に来ていた水泳部スレンダーJDの競泳水着を脱がせて背後からノンストップ乳首責め敏感なおっぱいの先っちょをしつこく攻められ腰をクネらせて人生初のビーチク失禁イキ潮!! 発情オマ〇コを激ピスされたら中出しもすんなりOKしちゃう!?（2月8日、サディスティックヴィレッジ）
- 発情期で盛り中の地下アイドル セックスにハマり過ぎてる美少女たちとオフパコ乱交。中出し、汁まみれ、イキまくり。 日向ひかげ 前田美波（2月20日、無垢）
- この会場に男は俺一人! 同窓会に出席したら参加者全員女子だった! みんな結婚して久々のハメ外しの場で酒に酔って大騒ぎパンチラ・まんちら・おっぱいぶるんに勃起不可避! セックスレスの同窓女子は暴走して媚薬を回し合って全員で朝まで浮気生ハメ中出しし放題逆9Pキメセク宴会乱交（2月20日、MOODYZ）
- 酔ったスレンダー美脚妹は憧れの先輩と勘違いして挿入した俺のチ●ポがドストライク。 前田美波（2月27日、ROYAL）
- スカートの隙間から滑り込む指入れ痴漢で着衣のまま何度もイカされた敏感地味娘 2（3月7日、ナチュラルハイ）
- むしゃぶりつきたくなる超スリム清楚系女子大生を精飲教育 ●禁拘束して濃厚ザーメンを一滴残らず飲み干すまで開発調教 前田美波（3月14日、MILK）
- SOD女子社員 完全撮り下ろし! じっくり! いきなり野球拳2024 12本番@7時間SP 勤務中ならいつでもどこでも勝負開始! 本気の脱衣ジャンケンでおっぱい! お尻! おま○こ! 全部めくって赤面羞恥 & その場で公開セックス!（3月20日、SODクリエイト）
- 素人参加バラエティ 現役保育士限定! 突撃おチ〇ポミルクお搾り‘バブみフェラ’チャレンジ! デカチンをねっとりと包む母性たっぷりのベロフェラで制限時間10分以内に射精まで導けたら賞金10万円! 失敗したら即ハメ中出しDEATH!（3月20日、サディスティックヴィレッジ）
- ナマを拒否る無愛想な交縁女子の弱点はクリトリス 先っぽ擦りでクリイキした隙に無断でゴム外し生挿入! そのまま中出しピストン!!（4月25日、ナチュラルハイ）
- マジックミラー号 ハードボイルド  in 錦糸町 賞金30万円 or 罰ゲーム 即ハメ中出し街ゆく素人娘が挑戦する潮吹き的当てチャレンジ!（4月25日、サディスティックヴィレッジ）
- 精子好き女子のエロ活フェラ抜きマッチング 2（5月7日、MAX-A）
- 緊急出動!! マジックミラー便【ゲリラ豪雨】透けブラ制服女子を狙え! ずぶ濡れオマ○コに熱々デカチン素股 → ヌルっと生挿入→全員中出し!!（5月7日、DEEP'S）
- 同じマンションに住む小さい女の子に媚薬を塗り込んだチ○ポで即イラマ。結果、ねば～っと糸引くえずき汁まみれのイキ顔で淫乱化。8（5月9日、ナチュラルハイ）
- 自由を奪われた身体をしつこく犯され感じまくる女 6 前田美波（5月14日、セレブの友）
- イッた直後の感度100%のおま●こを更にメッタ突き無限ループピストン 前田美波（5月16日、MAXING）
- 【車で個人撮影】素人美少女ヨダレまみれ手コキ10人（5月28日、S級素人）
- 素人おま○こくぱぁ観察 2  輝くビラビラが透けて見えそうなほど4Kカメラ超接写至近距離で照れイキオナニー30ま○こ 5時間（5月28日、S級素人）
- 寝取り屋に愛する彼女を寝取らせたらドM属性を覚醒! 中出しハードファックにハマってしまいもうあの頃には戻れない 前田美波（6月4日、かぐや姫Pt/妄想族）
- 濡れてテカってピッタリ密着 神競泳水着 可愛い女子の競泳水着姿をじっとりと堪能! 着替え盗撮から始まり貧乳から巨乳にパイパン、ハミ毛、ジョリワキ等のフェチ接写やローションソーププレイや競泳水着ぶっかけ等を完全着衣で楽しむAV 前田美波（6月6日、親父の個撮）
- 美脚新人CAつけ回し媚薬ガンギマリ淫行 前田美波（6月11日、AVS collector’s）
- 悪徳チケット転売ヤ―に騙され種付けされた無垢な田舎少女 被害者4名（6月18日、無垢）
- 「童貞くんのオナニーのお手伝いしてくれませんか…」 海水浴場で声を掛けた心優しい水着美女がマジックミラー号で赤面筆おろし! 女神のような優しい美女4名厳選収録（6月20日、SODクリエイト）
- ウーマナイザーオナニー4 脚ピン! 腰浮き! マンビラかきわけクリトリスにグリグリ押し当て何度もクリイキしまくるAV女優21人（6月25日、グローリークエスト）
- 着ぐるみバイトはエッロいチアガールと楽屋が一緒! しかもカワイイ着ぐるみで油断したのか目の前で生着替え! 脱ぐのを忘れてガン見でフル勃起! 2（7月9日、Hunter）
- 素人カップル対抗! 男女混合エロプロレス 4（7月11日、ROCKET）
- 舐め特化 従順制服少女達を唾液まみれにして汚す。顔面ベッロベロ全身ドッロドロ唾だく中出し交尾。 前田美波 小島みこ（7月16日、無垢）
- 「お待たせしましたお客様、スマイルカフェです」 接客中は何をされても常に笑顔の、顧客満足度最高水準のカフェ店員に密着（7月25日、SHIGEKI）
- 『全然足りない! 子供だと思って遠慮しないでいっぱい突いて!』 妹とお風呂に入っていたら、大人顔負けの激しいベロチュウしながらの抱き着きSEXしてくるもんだから当然、理性なんてブッ飛んで何度も何度も膣奥まで激しく突いて何度も中出し!! 3（8月13日、Hunter）
- 中出しイチャラブ温泉旅行 前田美波（8月22日、月刊彼女）
- 【自撮り】どこでもオナ5 露出癖アリ変態素人10名 駐車場・公衆トイレ・ベランダ等で全裸自慰（8月27日、S級素人）
- 時間停止学級 3。時間を止める事が出来る神装置で、好きな時に挿れたり、止めたりし放題。（9月10日、Hsoda）
- 寝起き0秒で即ハーレム乱交!? ボクを起こした人が負けのエロ過ぎチキンレース! 一度寝たら起きないボクに忍び寄る影…。その正体は義姉とその友達! すると【ボクを起した人が負け!】のチキンレースがスタート!（9月10日、Hunter）
- だれとでも定額入れ放題! リストランテ編 月々定額料金さえ支払えば、注文もクレームもチ○ポも挿れ放題!!（9月10日、Hunter）
- ノーハンドフェラは奴隷の証! 13 手を使わずにフェラチオする10人の素人娘（9月10日、かぐや姫Pt/妄想族）
- コスプレ妄想エロファンタジー アニコスボディースーツに激ピス 辻井ほのか 前田美波（9月17日、ミル）
- セクハラママさんバレー! 10 ハイレグブルマ姿の人妻10人が挑む過酷なエロトレーニング（9月17日、かぐや姫Pt/妄想族）
- 顔出しMM号 黒パンスト限定 ザ・マジックミラー 高身長の美脚OLが「固定バイブモデル」に挑戦! 2  黒パンスト直履きオマ○コにバイブを挿入したまま青空ハレンチ撮影会! 止まらないうねりに我慢できず脚ガックガク痙攣イキ!（9月17日、DEEP'S）
- アナルのシワの数までハッキリわかる! ノーモザイク連続絶頂アナル見せオナニー 28（9月26日、アイエナジー）
- オタク女子〇生が淫魔を召喚! 現れたのはまさかのおじさんインキュバス!? 歓迎されないおじさんインキュバスは悪魔淫力で女子たちをイカセまくり!（10月8日、Hunter）
- 地方局女子アナガチナンパ 気品ある顔が崩れる衝撃の放送事故 AV男優と生中出しSEX（10月10日、アイエナジー）
- 「水中なら妊娠しないでしょ」 湯船で中出しさせてくれた超優しい義姉! 新しく家族になった姉はボクと早く仲良くなりたいと一緒にお風呂に入ってきた!（10月22日、Hunter）
- とびっこ着けた彼女が街中散歩で欲情し、メス犬のようにマン汁たらして屋外セックス! vol.2（10月22日、セレブの友）
- バイトの格好のままパパ活セックスする素人女子のハメ撮り映像集!（10月22日、セレブの友）
- どこでもおしっこ! 素人娘の大放尿25人 スロー再生でじっくり鑑賞できるマニア向け映像 10（10月22日、かぐや姫Pt/妄想族）
- 憧れのスチュワーデスと性交 前田美波（11月4日、ドリームチケット）
- 女子アナ志望の美人女子大生が出演! 超過激! リモコンバイブ潮吹きレポート 「何が起きても笑顔を絶やさず最後まで原稿を読み切れ!」 Hなイタズラ妨害に負けてNG連発のJDにデカチン即ハメ! 清楚顔がアヘ顔に変わるデカチン快感でイキ潮が止まらない!（11月5日、DEEP'S）
- オナサポ!! 女子○生 着衣で全裸で挑発的ダンス 9（11月19日、かぐや姫Pt/妄想族）
- 快楽求めてオナニー三昧! 動かぬ体で絶頂艶舞! 4 クネる淫体14選!（12月10日、セレブの友）
- アナル舐めてもいいですか? 8 お尻で悶絶する素人娘（12月10日、かぐや姫Pt/妄想族）
- クリスマスSP トビジオっ! 特報NEWS 業務中、ずっと痙攣・潮吹きっぱなし・失禁しても平然と原稿を読み上げる・斉藤帆夏アナウンサー（12月12日、SODクリエイト）※主演は斉藤帆夏。前田は脇役出演。
- 女子校の文化祭で神企画が降臨!! みんなでノリノリの文化祭『風俗リフレ』ハーレム 前田美波 広瀬このみ 市川りく 倉木しおり 奈築りお 乙羽あむ（12月17日、無垢）
- 街中ゲリラナンパMM便15周年! 顔出し解禁! 一流百貨店に勤務する清楚で品格漂う美容部員さん 初めてのじゅぼじゅぼバキュームノーハンドフェラ編 vol.04 総発射20発! 10人全員SEXスペシャル! マジックミラー便 上品なお姉さんが心を込めてチ○ポをしゃぶり尽くす神フェラSEX!（12月17日、DEEP'S）
- 熱血教師 みなみ先生 前田美波（12月24日、レッド）
- ヤバイほど極限まで乱れ狂った「アヘ顔絶頂」オナニー Vol.2（12月24日、セレブの友）
- 『お兄ちゃんの大きいおちんちん挿れて!』彼女には大き過ぎて入らなかったデカチンを喜んで受け入れイキまくる義妹!（12月24日、Hunter）
- トー横界隈を放浪する激カワZ世代女子たちの援交ハメ撮り映像集!（12月24日、セレブの友）

- ミスキャンパス女子大生限定 大学対抗! 顔面ぶっかけ野球拳! 勝てば100万円! 負ければ顔射 & 即ハメ! ミスコンで誰もが目を奪われた美少女が大量チ○ポ汁まみれ! 何度イってもやめないデカチン追撃ピストンで生中出し!（1月7日、Hunter）
- 『もっと出るでしょう!?』何度射精しても追いフェラで強制復活フル勃起! 巨乳すぎる出張家政婦、介護士、エステティシャン、家庭教師が自宅にやってきた! 当然、胸の膨らみが気になるところで… こちらとしても目が離せません!! 我慢できずにガン見していたら…（1月14日、Hunter）
- まさに極悪非道の地獄絵図。 女子チアダンス部 合宿集団レ×プ（1月21日、無垢）
- 美女の足裏をふやけるまで舐めたい! 前田美波（1月23日、RADIX）
- 家庭訪問編 熱血教師 みなみ先生 前田美波（1月28日、レッド）
- かわいい嫁の白き肉体 お義父さんにおしおきされて・・ 6（1月28日、ながえSTYLE）
- 『何で私こんな下品な顔して感じちゃうんだろう? ※心の声』超内気な義妹に連日チクハラしてたら超敏感早漏体質になってイキまくり! 3 変態女子に変貌した義妹は…（1月28日、Hunter）
- 『私、脱いだらすごいんだからね!』 子供扱いしていた年下女子○生幼馴染が実はスタイル抜群の巨乳女子になってて恥ずかしながらフル勃起!（1月28日、Hunter）
- スプラッシュ女子寮! 朝から即潮吹きまくり! イキまくり! 超欲求不満看護師だらけの独身寮で飼われているボク。優しくてエロ過ぎるお姉さんたちに毎日喰われまくり! 潮、浴びまくり!（1月28日、Hunter）
- 実写版 スーパーチートミッション ～そのエロミッションは必ず達成できる～ 常識改変の傑作シリーズ総販売数100,000部越え（2月4日、MOODYZ）
- 顔出しMM号 身長170cm以上限定 ザ・マジックミラー 美脚キャビンアテンダント2人組が初めての逆3P童貞筆おろし! 悶える童貞くんに痴女心が芽生えた高身長CAたちのチ○ポ奪いあいハーレム3P! 黒パンストオマ○コで精子を搾り取る連続W生中出し!（2月4日、DEEP'S）
- 放課後全身舐めまわしハーレム。（2月11日、Hsoda）
- 子供と旦那が帰ってくるまで1時間 「妊娠してもいいから… 中にいっぱい下さい」自宅で間男と中出しセックスを何度もしちゃう変態ママさん（2月11日、Hsoda）
- 素人妻ナンパ全員生中出し5時間セレブDX 97（2月15日、ロータス）
- ブーツの美魔女とナマ交尾 即ズボチ〇ポの快感に美貌が蕩ける… みなみさん26歳（2月18日、有閑ミセス/エマニエル）
- アパートの美人大家さんは家賃免除の代わりに僕のチ〇ポで払わせる!? ギアチェン騎乗位責めで高速グラインド! 専業主婦の人妻は年下の男を誘惑し中出しさせて精子を搾り取る性欲強めの痴女だった（2月20日、FALENO TUBE）
- じっくり丁寧に施術してくれる黒パンスト人妻エステティシャンの顔とチ〇コとの距離5cm! 恥ずかしいけど可愛いエステティシャンに興奮しフル勃起! 「生理現象ですから」と施術を続けられ焦らしに焦らされ美人妻にM男認定されると「特別ですよ」と亀頭特化型特別マッサージで射精 & 不倫生ハメから中出しと何度も発射までさせてくれる都内マンション店舗型超人気個室メンエス店（2月20日、FALENO TUBE）
- 恥辱の家庭訪問 マゾ調教に孕ませ性交… 夫の目の前で素行不良生徒にハメられた美人教師 前田美波（2月25日、オーロラプロジェクト・アネックス）
- W痴首舐められ性感道場 4 前田美波 月野かすみ（2月25日、アロマ企画）
- 受付嬢in...（脅迫スイートルーム） 前田美波（3月7日、ドリームチケット）
- 【完全主観】24Hいつでも可愛い子が手軽に買えてハメれる! 近未来の飾り窓コンビニ! ドリンクケースにはコンビニ嬢たち! 実物をじっくり見てその場で指名!（3月11日、Hunter）
- 一般男女モニタリングAV キャビンアテンダントが挑戦! 舐めて比べて味わってチ○ポを探せ! 大手航空会社対抗ノーハンドフェラ抜きチ○ポ当てゲーム! 勝てば高額賞金! 負ければ即ハメ生中出し!（3月18日、DEEP'S）
- 時間を止められる男は実在した! ～死の淵から帰って来た男 白衣の天使にお礼の種付けファック 病院占拠SP～（3月20日、SODクリエイト）※特典映像を追加収録した特典版（SDDE-744V）と特典映像なしの通常版（SDDE-744）の2種類あり。また特典版と通常版でジャケット写真が異なる。
- 時をかけるおじさん 前田美波（3月25日、レッド）
- 完全CFNM 全裸ですけべ椅子に拘束され乳首弄りとトルネードオイル手コキ、いそぎんちゃく睾丸性感で骨抜きにされ続ける（3月25日、アロマ企画）
- 汗・尿・唾 直浴び/直飲み専門店 夢の体液リフレサロン 天晴乃愛 市川りく 倉木しおり 前田美波 広瀬このみ（4月22日、犬/妄想族）
- 暴れ馬ち〇ぽ! 丸呑みフェラ!! 2（4月22日、アロマ企画）
- やみつきハーレム顔面騎乗（4月15日、犬/妄想族）
- 【個撮】どこでもフェラ 19 11人（4月22日、かぐや姫Pt/妄想族）
- オナサポ商事 働く女の密着囁きストリップ（5月1日、OFFICE K’S）
- 極上!! 三十路奥さま初脱ぎAVドキュメント 武内有紗（5月6日、熟女JAPAN）※「武内有紗」名義
- 私のお口に出していいよ 口内射精OKな素人娘のフェラチオ集めました 2（5月20日、うさぎ/妄想族）
- 偶然見えた胸チラしている姿に発情しちゃった俺（5月22日、AKNR）※同名の配信作品（AKDL-308）のDVD版。
- マ〇コ見せつけ仰向けシックスナイン（5月27日、SEX Agent/妄想族）
- 本気の白濁マン汁を垂れ流してイキまくる!! 素人娘のおま〇こズボズボ指オナニー 9（6月1日、OFFICE K’S）
- 体験モニターに応募してきた美脚願望女が涎まみれ潮吹きまくりでキメセクアクメ! ぬるテカパンスト中出し媚薬エステ!!（6月3日、DEEP'S）
- 顔出しMM号 女子大生限定 ザ・マジックミラー 徹底検証! 男女の友情は成立する!? 友達関係のリアル素人大学生3人が日本一エロ～い車の中で初めての逆3P体験! 女友達とのハーレムSEXでW生中出しスペシャル!（6月3日、DEEP'S）
- 「あんなお兄ちゃん見たくなかった! 言ってくれたらヤラせてあげたのに…」 まじめ義妹とヤリマン幼馴染でボクを奪い合い近距離二股3P! 新しく出来た義理の妹と同居してもう一年、正直、めちゃ可愛くて、超ヤリたい!（6月10日、Hunter）
- ノーカット真正中出し合計20発 大量ザーメン注入ドキュメント 前田美波（6月12日、なまなま）
- おっぱい揉みもみ乳首コリコリ責めっぱなし ちっぱい・美乳・巨乳の恥じらい女子セクハラインタビュー 30人（6月15日、プリモ）
- 私たち、気持ちいいことにめっちゃドハマり中! とある日のオフパコ中出し乱交 もも ひまり あかり みなみ（6月17日、無垢）
- ＃高額 ＃即日現金 ＃ホワイト案件 ＃簡単な仕事本当にあった! 地雷系女子を食い物にする‘病み’バイトの実態（6月20日、DOC）
- 特濃おじさんザーメンを何発も膣内保管! 「孕ませて」と懇願しながら中出しハメ撮りを許可する女 前田美波（6月24日、SEX Agent/妄想族）
- 顔で抜く! 超接写ディルドフェラチオ 2（6月24日、SEX Agent/妄想族）
- 『AV初めて見たけど… こんなに興奮するんだ…』 巨乳若妻たちが初めてAV鑑賞したらまさかの発情でレズ大乱交!（6月24日、Hunter）
- いつもキスをせがんで甘えてくる年上の彼女（6月26日、AKNR）※同名の配信作品（AKDL-310）のDVD版。
- 【バンギャ × 生ハメ】 金欠即金ATMダメ男に貢ぐあわびマ○コちゃん みなみ氏（6月27日、First Star）

### アダルトVR
- シコってる男の顔を撮影するのが趣味の女達（8月11日、AQUA）
- ブルマ尻スマタサロン（8月18日、AQUA）
- ボクだけにメッチャ優しくしてくれる早漏男子大好き応援マネージャー 前田美波（8月24日、KMPVR）
- あなたの事が大好きだからず～～っとキスVR 美波が満足するまでずーっと濃密ベロチュー! SEX中も射精の時もひたすらキスしていたいの! 前田美波（9月1日、ワンズファクトリー）
- ボクの入院生活をピンク色に染める白衣の天使が献身的にヌキまくってくれた 前田美波（9月2日、SPICY VR）

- 経理の前田さん。 真面目そうな事務員が仕事中に僕のチ●ポを激しく求めてくる。 前田美波（3月25日、SODクリエイト）

- 踏まれて喜ぶ男を見て軽蔑する女（4月11日、AQUA）
- 喘ぎながらおねだりする女に大量舌上射精（4月18日、AQUA）
- フェラチオ尻観察VR 2（5月9日、AQUA）

### アダルト配信
- 【上の口でも下の口でも味わい尽くす】アイス好きアイス屋店員、股間のアイスバーを差し出され苦しくなりながら限界まで咥え込み満面の笑み ネットでAV応募→AV体験撮影 1993 みなみ 20歳 アイスクリーム屋バイト（6月18日、シロウトTV）
- 百戦錬磨のナンパ師のヤリ部屋で、連れ込みSEX隠し撮り 297 みなみ 22歳 バーで出会った女 (熱波師)  バーで仲良くなったオンナを家に連れ込み速攻SEX! 健康的なスレンダーボディと美巨乳 & 美尻が隠しカメラの餌食に! 騎乗位で一生懸命腰振る姿も気持ちよさに歪む表情も可愛すぎ!（6月24日、ナンパTV）
- みなみ (18) 帰宅部【現○都立高○3○生】【会わない間に育まれた超美乳Ecup】【濃厚フェラテク&乳首責め】【受験勉強で溜まった性欲発散SEX2連戦】【『いっぱい出して…?』未成熟な身体に濃ゆいザーメン膣奥フィニッシュ】（8月19日、しろうとまんまん）
- 絶品!! 美少女×2水着乱交SP【そそる若尻ボディ競演!!】【天真爛漫なスレンダー美少女ビッチ】【正統派ガチ美少女の妖艶アヘ顔!!】【二人ともまごうことなき!! ヤリマン!!】ずーっとSEX!! いっつも乱交!! もちろんゴム無しSEX!! 合計6膣内射精!! ヌキ過ぎ注意!! 【りく / 元気 & 性欲はつらつ潮ふき娘!!】【みなみ / ドスケベ美少女に中出し3発!! 大乱れ!!】W水着美少女ヤリマン競演乱交SP!!（8月18日、プレステージプレミアム）
- 【坂道顔の元アイドル! ペット志望の従順女子と初ハメ撮り】清純派なのに変態プレイ好きなロリ顔美女をハードプレイで調●! 幸せ尽くしな夜デートが一転… 連続スパンキングでプリ尻真っ赤! 首しめで絶頂! 口もマ●コもオナホ扱いの果て中出し&顔射でご主人汁ぶっかけ!!【あまちゅあハメREC＃まな＃元アイドルのカフェ店員】（8月22日、MOON FORCE）
- 【ガチ手マンで溢れ出る潮】付き合って一ヶ月で音信不通女にリベ●ジ! ケツが赤くなるまでスパンキングッ! 無理やり手マンで止まらない潮ッ! 喉奥イラマで涎だらだら快感オナホ完成w腰を掴んで本気ピストン! 失神しても止まらないッ! 無許可中出しで反省しやがれ!!【限界仰け反りピストン】【音信不通女 みなみ】（9月3日、街角シロウトナンパ）
- みなみ (htek009)（9月10日、破天荒）
- みなみちゃん (shoa007)（9月15日、少女A）
- みなみちゃん (skho073)（9月20日、シロウト速報）
- みなみ (smuk162)（9月24日、素人ムクムク）
- ミサ (tobp012)（10月8日、素人ギャラリー）
- 【喧嘩からの仲直り中出しセックス】自分のオタクと付き合って脱退した元アイドル美少女! 憧れだったステージから降りた現在は中に出せる元アイドルとしてクズの養分になってます^^ みなみ 21歳 元アイドル（10月12日、VLog Diary）
- 【極上P活娘ローションましましヌルテカSEX!】【もちろん生で味わう健康的美ボディ!】【ローションよりヌルヌルの美少女のアソコにテイクオフ!】健康的美ボディの美少女なのに… 欲に忠実? オジチン欲情不可避の不健全えちえちボディのP娘と生挿入ランデブー2NN/PK界隈 みなみ / 20歳 / サービス精神ありありの極上スタイル美女JDにオジちん炸裂! ヌルテカ2NN! P活娘にわからせ種付け性交SP!（10月13日、プレステージプレミアム）
- みなみさん (oreco490)（10月15日、俺の素人-Z-）
- みなみ (refuck033)（10月20日、Re:Fuck）
- 【裏オフ会パンツ売買P活：底辺地下アイドルいっちー】【元気はつらつ明るさ担当の美少女アイドルの生温い仕事(P活)の姿勢にテンチュウP活】【オプ追加追加の怒涛のオジサンテク攻め】【ほんまもん変態開眼でアヘ顔晒して舌出し昇天2NN】PK界隈 いっちー / 20歳 / 現役地下アイドルのパンツ売り裏オフ会のはずが… オジサンの逆襲オフパコ会に発展!?（10月20日、プレステージプレミアム）
- みなみ (scute1425)（11月3日、S-Cute）
- みなみ (oreco509)（11月8日、俺の素人-Z-）
- 【「ファンのみんな、ごめんね」チ●ポを舐めながら謝罪フェラ!】 探せば見つかるガチ地下アイドル！スベスベ柔らか天然E乳! 部屋、風呂、ベッドどこでも潮吹く敏感BODY! ヌル透けバニーコスで電マオナニー! ファンなんて関係ない裏切り中出し3連発!!!【なまハメT☆kTok】【みなみ】（12月2日、街角シロウトナンパ）
- M.M (spay335)（12月5日、素人ペイペイ）
- ラグジュTV 1747 みなみ 25歳 歯科衛生士 「たくさんの人に見られると思うとワクワクします。」そう語る身長166cmの圧倒的存在感を放つ反則級美女! 念願の男優チ○ポで我を忘れてイキ乱れる。（12月16日、ラグジュTV）
- アイ & ウミ (agcn020)（12月20日、アヘ顔ちゃん）

- ヨシノミナミ (oremo094)（1月1日、俺の素人-Z-）
- サッカー部マネM (oremo098)（1月3日、俺の素人-Z-）
- みなみちゃん (smuh016)（1月7日、素人ムクムク-痴-）
- 女子大生・Mさん（仮）(oremo112)（1月10日、俺の素人-Z-）
- ゆきな & かな (ikuiku019)（1月12日、イカセ素人）
- カオリ (btpp008)（1月13日、素人ギャラリー）
- H & M (smuw012)（1月14日、素人ムクムク-W-）
- みなみちゃん (oreco572)（1月16日、俺の素人-Z-）
- 敦子 (hoi290)（1月27日、素人ホイホイZ）
- ATSU (sth076)（2月9日、素人ホイホイSH）
- 佳奈 (taxd061)（2月21日、密室タクシードライバー）
- M.X (hhl092)（2月23日、素人ホイホイLOVER）
- 家まで送ってイイですか? case.242 丸山さん / 23歳 / ラウンジ嬢 【顔は恵比寿、カラダは部屋中】絶対にバレちゃう! 玄関開けっぱ公開立ちバックSP⇒め○る激似！イン○タで逆バニー! 「6万人のフォロワーにヌキまくられたやつ」⇒ 怒られたい! 従いたい! お願いされたら断れない! ⇒ ビンタ! スパンキング! 目がウルウルでチ○コ離さない ⇒ 命令されてマ○コぐちょ濡れ! スパルタ教育が産んだジレンマ（3月1日、ドキュメンTV）
- まな (tykj002)（3月6日、素人ギャラリー）
- 自称:某有名アイドルのま●ださん似。 (hsg006)（5月10日、女ひとり、一人飲み。）
- みなみ & みこちゃん (skho122)（6月7日、シロウト速報）
- みなみ (sbth004)（6月12日、素人ビリーバー）
- みなみ (peej001)（6月24日、女性用風俗盗撮）
- マジ軟派、初撮。 2056 みなみ 20歳 美容の専門学生  顔よりフィーリングが大事ってことはつまりセックスの相性が1番大事!! 海風に吹かれサラサラな黒髪をなびかせて自撮りする生足がセクシーな美容学生をナンパ! 吸い付くご奉仕系フェラも神感度くびれボディも全部が限りなくエロい、エロすぎる…!!（7月13日、ナンパTV）
- 【抱き心地史上主義】ツンと張った美乳、垂れと無縁の瑞々しいケツ。芸能界を夢見たポテンシャルは今が食べ頃。女の旬を美味しくいただきます。 みなみ 芸能界を諦めた女（7月23日、プレステージプレミアム）
- みなみ (dni182)（8月2日、INDY）
- 肉厚美尻の美ボディライン×精子を口に含んだまま散歩する柔順セフレ【みなみ(会社員)】【モデル級スタイル】【とにかくケツがエロい】【潮吹き】【野外でごっくん】【ナマ中出し×顔射】（8月28日、MOON FORCE）
- チア部の女生徒たち (smul034)（10月15日、素人ムクムク-礼ぷ-）
- A組女子の皆さん (smuh037)（11月3日、素人ムクムク-痴-）
- みなみさん & かなさん (smuh037)（11月3日、素人ムクムク-ハーレム-）
- みなみさん (smjs055)（11月19日、素人ムクムク-職-）
- みなみ (smjz059)（12月3日、素人ムクムク-人妻-）
- みなみ (sika440)（12月16日、白完素人）
- 【大人の背徳ランジェリー性交】【経験人数100人越えの元ヤリマン妻】【大量潮吹き×中出し懇願】経験人数100人越えの元ヤリマン妻!! 一年以上旦那とセックスレスの元ヤリマン妻の欲求が大爆発!! どエロ覚醒本領発揮!! 無限イキで大量潮吹き!!! 中に出してくれないんですか?と淫語でおねだり♪ 中出し懇願本気セックス!!! 【人妻ランジェリーナ 10人目 れいなさん】（12月16日、Jackson）
- 偶然見えた胸チラしている姿に発情しちゃった俺（12月26日、AKNR）※2025年5月22日にDVD版（AKDLD-308）発売。

- いつもキスをせがんでくる年上の彼女（1月9日、AKNR）※6月26日にDVD版（AKDLD-310）発売。
- みなみ 2 (sika445)（1月17日、白完素人）
- 美波 (ewdx517)（2月10日、E★人妻DX）
- 前田 (omsk217)（2月10日、御茶ノ水素人研究所）
- もも & ひまり & みなみ & あかり@裏垢J (smuw040)（4月29日、素人ムクムク-W-）
- ももちゃん & みなみちゃん (skho176)（6月7日、シロウト速報）

### イメージDVD / BD
- Minami Efforts of a shy idol・前田美波（2023年2月2日、REbecca）◎

### 写真集
- 前田美波写真集『La mer ～ラ・メール～』（2024年10月25日、ジーウォーク、撮影：天野功）ISBN 978-4-86717-740-2 [8]

### デジタル写真集
- お姉さんのお仕事 前田美波（1月13日、サークルチェンジ、撮影：田端竜三郎）
- 美人秘書のお仕事 前田美波（1月13日、サークルチェンジ、撮影：田端竜三郎）
- 放課後に待ってるよ 前田美波（2月10日、サークルチェンジ、撮影：田端竜三郎）
- 先生に教えて 前田美波（2月10日、サークルチェンジ、撮影：田端竜三郎）
- ＃放課後に先輩と 前田美波（3月13日、サークルチェンジ、撮影：田端竜三郎）
- まだお昼だね… 前田美波（4月17日、サークルチェンジ、撮影：田端竜三郎）
- 今日もかわいがって? 前田美波（5月12日、サークルチェンジ、撮影：田端竜三郎）
- Minami Efforts of a shy idol・前田美波（8月10日、REbecca）

- 絶対的スーパーナチュラルポーズブック 前田美波（2月9日、プレステージ出版、撮影：潤）
- 白昼夢 前田美波（6月7日、プレステージ出版、撮影：渡辺凌）※【グラビア写真集】と【ヌード写真集】の2種類あり。
- みんなには内緒だよ 前田美波（8月16日、サークルチェンジ、撮影：田端竜三郎）
- 先生とナニしたいの? 前田美波（9月13日、サークルチェンジ、撮影：田端竜三郎）
- ふたりだけの密会 前田美波（10月15日、サークルチェンジ、撮影：田端竜三郎）
- 秘密の裏メニュー 前田美波（10月15日、サークルチェンジ、撮影：田端竜三郎）
- 君を見た時から… 前田美波（11月15日、サークルチェンジ、撮影：田端竜三郎）
- れいむ 前田美波 vol.01～vol.04（11月15日、ジーウォーク、撮影：天野功）

- 絶対的スポーツポーズ集 前田美波（1月24日、プレステージ出版、撮影：潤）
- 絶対的透け透けテカテカポーズブック 前田美波（4月4日、プレステージ出版、撮影：潤）